# 一氧化碳中毒
一氧化碳中毒由吸入過量一氧化碳（CO）所导致。其症状与流感有相似之处，包括头痛、头晕、虚弱、呕吐、胸痛、迷糊等。大量吸入可导致失去意识、心律不齐、癫痫，以致死亡。长期的并发症包括疲惫、失忆和行动问题。在吸入烟雾后，也应该同时考虑氰化物中毒的可能性。
一氧化碳中毒通常由意外或是自杀导致。一氧化碳是一种无色无味的气体且最初不会引起人体的不适反应。通常由于有机物的不完全燃烧产生，比如使用碳基燃料的机动车，制暖设备，或者烹饪设备。一氧化碳主要和血红蛋白反应生成碳氧血红蛋白而引发中毒。在碳氧血红蛋白水平高于3%的时候可以确诊（吸烟者为10%）。
为了预防一氧化碳中毒，可以采取安装一氧化碳检测器、燃烧器具通气通风、维护机动车排气管道设备等措施。可采用氧气治疗。通常在症状不明显且碳氧肌红蛋白低于10%的时候进行治疗。在严重的情况下，也可采用高压氧治疗。但相比常压氧气，其优势不明确。中毒者的死亡风险在1%～30%之间。

## 危险因素
中国的监测数据统计显示，一氧化碳中毒主要在家中发生。导致一氧化碳中毒的危险因素与燃气、煤气热水器、煤气灶、煤气管道相关；在密闭空间内使用油、汽发电机；长期处于密闭的空调车内；密闭空间内的汽车尾气排放等也易发生一氧化碳中毒。

## 毒理作用
一氧化碳经呼吸入体，透过肺泡入血。其中90%的一氧化碳会与血红蛋白中的二价铁结合，生成碳氧血红蛋白，因一氧化碳比氧对血红蛋白的亲和力强大240倍，而碳氧血红蛋白的解离比氧合血红蛋白慢3600倍，故碳氧血红蛋白生成后可长时间存在于血液循环系统，并竞争性的替代氧合血红蛋白，使血红蛋白失去携氧能力，同时碳氧血红蛋白可阻碍氧合血红蛋白解离氧气和输出体内的二氧化碳，最终导致组织缺氧、二氧化碳潴留，产生中毒症状。同时，当吸入高浓度一氧化碳时，一氧化碳可与细胞色素氧化酶结合，使电子不能传递给氧分子、阻碍呼吸链运作，造成细胞内窒息。
一氧化碳在体内不蓄积，在停止吸入一氧化碳后，碳氧血红蛋白会逐渐分离，其中98.5%以一氧化碳原形从肺中呼出，1%在体内氧化为二氧化碳。在停止接触一氧化碳后，吸入气体中的氧分压与半衰期呈负相关，故高压氧舱对治疗一氧化碳中毒有明显疗效。

## 致死量
一氧化碳并不对所有生物有害。其有害原因主要是其会与血红蛋白反应。因此对不需要血红蛋白的生物来说不一定有害。其对光合作用的植物没有任何影响。
| 浓度                         | 症状                                                  |
| ---------------------------- | ----------------------------------------------------- |
| 35 ppm (0.0035%), (0.035‰)   | 持续接触后六至八小时内，出现头晕或头痛。              |
| 100 ppm (0.01%), (0.1‰)      | 两到三小时内，出现轻微头痛。                          |
| 200 ppm (0.02%), (0.2‰)      | 两到三小时内，出现轻微头痛，判断力下降。              |
| 400 ppm (0.04%), (0.4‰)      | 两到三小时内，出现前额部头痛。                        |
| 800 ppm (0.08%), (0.8‰)      | 45分钟内出现头晕、恶心和抽搐；2小时内失去知觉。       |
| 空气中一氧化碳浓度为0.1%     | 接触2小时可导致死亡                                   |
| 空气中一氧化碳浓度为0.15%    | 接触1小时可导致死亡                                   |
| 1,600 ppm (0.16%), (1.6‰)    | 20分钟内出现头痛、心跳过速、头晕和恶心；2小时内死亡。 |
| 空气中一氧化碳浓度为0.3-0.4% | 接触30分钟可导致死亡                                  |
| 3,200 ppm (0.32%), (3.2‰)    | 5到10分钟内出现头痛、头晕和恶心；30分钟内死亡。       |
| 6,400 ppm (0.64%), (6.4‰)    | 1至2分钟内出现头痛和头晕；接触10-15分钟可导致死亡。   |
| 12,800 ppm (1.28%), (12.8‰)  | 2-3次呼吸后失去知觉；接触1-2分钟可导致死亡            |

## 症状
一氧化碳中毒者出现主要以脑为主的急性缺氧症状和体征，急性中毒程度与空气一氧化碳浓度及血中碳氧血红蛋白含量呈正相关，临床上按发病速度分为闪电式、急性、慢性中毒三种：
- 闪电式一氧化碳中毒：因短时间吸入高浓度一氧化碳所致，中毒者可突然昏倒，意识丧失，反射消失，短时间内因呼吸中枢麻痹而死亡。
- 急性一氧化碳中毒：常见头部沉重感、前额发紧，继发剧烈头疼、眩晕、心悸、胸闷、恶心、呕吐、耳鸣、四肢无力及共济失调等症状，此时中毒者的意识尚存，但已无力脱险自救。继续吸入一氧化碳则出现嗜睡、麻木、意识涣散、失禁、昏迷，皮肤、黏膜呈樱桃红状。严重者因脑水肿而深度昏迷，偶可并发横纹肌溶解（导致急性肾衰）、筋膜间隔区综合征（导致肢体坏死或功能障碍），最终因呼吸衰竭而亡。
  - 急性一氧化碳中毒迟发脑病：部分急性一氧化碳中毒者在意识障碍恢复后，经几天到几周后出现一些列神经精神症状，该症状又被称为急性一氧化碳中毒神经系统后发症，个体患者的症状各不相同，可导致记忆丧失、轻微认知缺陷至严重痴呆、精神病和帕金森症等病症，目前引起迟发性脑病的原因尚不清楚[10]。发病率为0.2%-47.3%[7]。
- 慢性一氧化碳中毒：长期接触低浓度一氧化碳对神经系统和心血管系统有损害，导致神经衰弱综合征、心悸、胸闷、心律失常等症状，增高心血管病发生率和死亡率。

## 預防

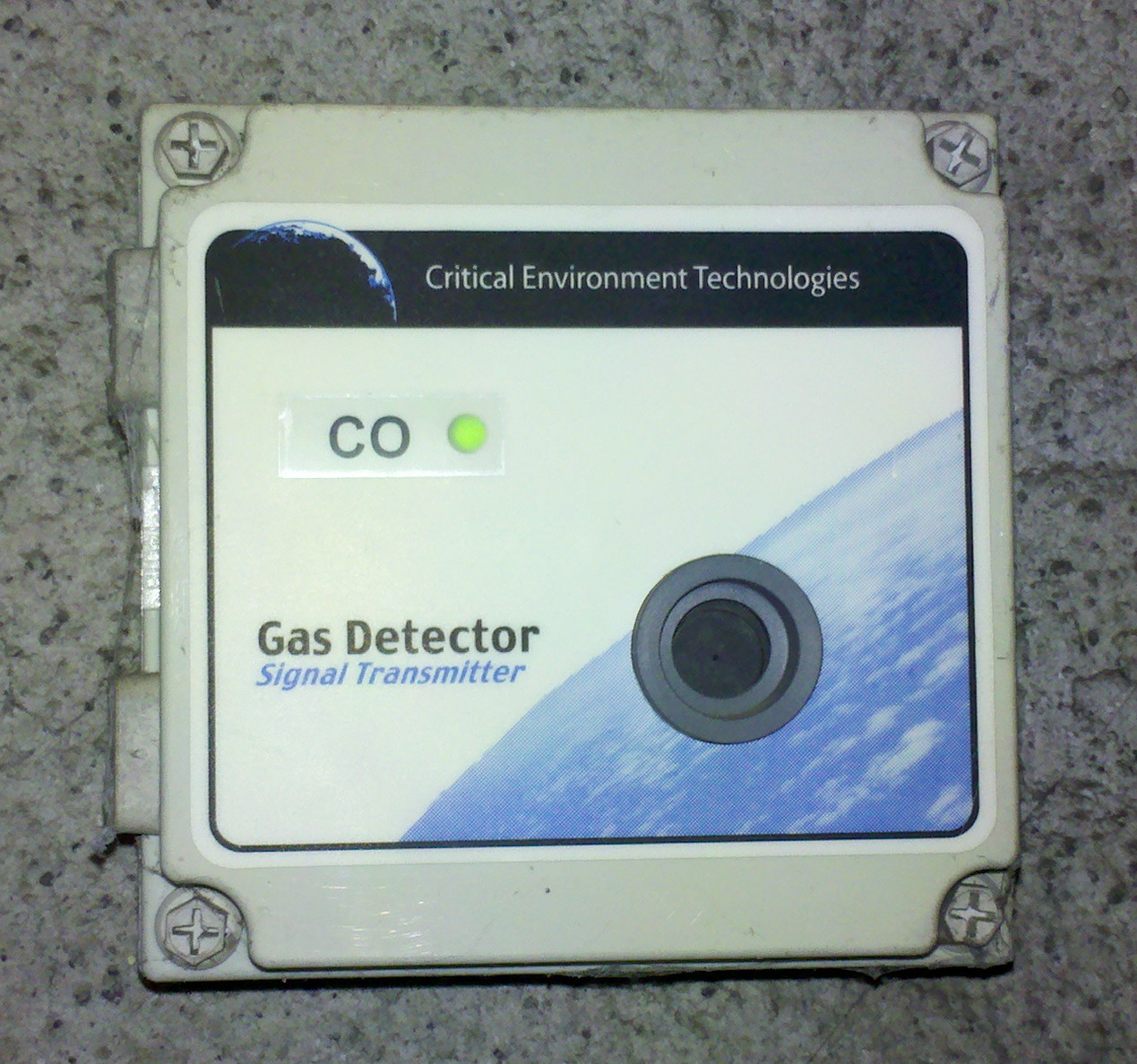
在適當地方安裝一氧化碳警報器可預防一氧化碳中毒。

一氧化碳在很多情況下都會產生，特別是高溫或是燃燒的時候，而在密閉或通風不良的空間容易在空氣中累積，最後達到對人或動物等需要氧氣的生物產生危害的量。最好在長時間使用任何會發熱的器物時，能保持室內對室外足夠的通風量。
特別是家中燃氣熱水器的安裝，安裝地點要能對屋外正壓通風。通風指能感覺風的流動，正壓通風指風由屋內流向屋外，非從屋外流向屋內，也就是從安裝處流向屋外，若是從安裝處流向屋內，這樣反而會將熱水器使用時的燃燒廢氣（包含一氧化碳、二氧化碳等）吹入室內，當通風量不足時，廢氣將慢慢在屋內累積，最後產生危害，這也是使用熱水器當下沒有問題，過一段時間後發生意外的原因之一。
熱水器的安裝地點在環境限制下大都選擇在陽台處，此時應將陽台環境納入熱水器安裝的評估中。未加蓋封閉只留窗戶的陽台算是屋外。這時使用熱水器時最好將通往室內的門窗關上，以免風將燃燒廢氣吹入室內。
加蓋封閉只留窗戶的陽台則應視為屋內。
- 若是安裝強制排氣型熱水器。在使用熱水器時，應在陽台進室內處留些開口、通道（打開些窗或門）使空氣能從室內流向陽台再流向屋外排出燃燒廢氣，這時應確認室內這頭有門縫或留縫的窗，讓空氣能從這頭吸入補充（形成正壓通風）。
- 若是安裝無強制排氣型熱水器。此時應確認陽台對屋外開口有兩處，一是接近熱水器這頭高處有對屋外開窗口，在相對最遠朝屋外低處有再開個窗口，則在使用熱水器時，將陽台通往室內的門窗緊閉，讓熱水器使用時陽台的空氣能因熱度自動與屋外對流，而窗口大小應以使用時能打開的程度來判定，以免空氣流動量不足，來不及排出燃燒廢氣，特別是雨天或冬天的時候，另外屋外風的強度造成的風壓也須納入考慮，特別是樓高處。
- 若現行條件無法更換熱水器為強制排氣型熱水器，或是增加或加大陽台對屋外窗口來形成空氣對流、增加排氣量。則應在陽台對外窗口處加裝排風扇（數量依排風量而定，使用時能感覺風的流動為佳），排風扇開關應設在浴室燈開關旁，並且在使用熱水器時打開陽台對室內門窗，室內對屋前門窗能打開。排風扇開關設在浴室燈開關旁，預防在使用熱水器時忘記打開；使用熱水器時打開陽台對室內門窗（打開同時確認排風扇有無運作，排風扇處窗戶有無打開），以形成正壓通風，並且能在排風扇失效時，避免燃燒廢氣快速往某一密閉空間累積，增加反應時間。
- 更換非燃氣熱水器如電熱水器等也是一個方式。

在外租屋者，應主動查看租屋處自己使用的熱水器處與鄰居使用的熱水器處通風情況，以防熱水器使用時的燃燒廢氣往自身房間處流動累積。
簡易確認有無風的流動及流動方向方法：在陽台對屋外開口處與陽台進室內能形成通風處掛些小紙條，在使用熱水器時觀察其方向，陽台對屋外開口處紙條朝向屋外，陽台進室內能形成通風處紙條朝向陽台。

## 治療
目前採取支持性治療，嚴重情況可先採用高壓氧治療（100%氧氣），並持續監測CO-Hb數值。